# آلساندرو دالاتری
آلساندرو دالاتری (به ایتالیایی: Alessandro D'Alatri؛  ۲۴ فوریهٔ ۱۹۵۵ – ۳ مهٔ ۲۰۲۳) بازیگر، کارگردان و فیلم‌نامه‌نویس اهل ایتالیا بود.
از جمله فیلم‌هایی که وی در آنها نقش داشته‌است، می‌توان به باغ فینزی کوینتینی اشاره کرد.

## زندگینامه
آلساندرو در رم، ایتالیا زاده شد و به عنوان یک نوجوان در صحنه تئاتر و سینما به عنوان بازیگر فعال بود و با لوکینو ویسکونتی، جورجو استرلر و ویتوریو دسیکا در میان بقیه کارگردان‌ها کار می‌کرد. در دهه ۱۹۷۰ او تصمیم به تمرکز بر روی کارگردانی گرفت، و پس از یک دوره طولانی کارآموزی به عنوان کارگردان تجاری که منجر به کسب جایزه بهترین کارگردانی تجاری در جشنواره بین‌المللی شیرهای کن به خاطر خلاقیت در سال ۱۹۸۷ شد، در سال ۱۹۹۱ او نخستین فیلم بلند خود را به نام آمریکایی سرخ ساخت که برنده جایزه دیوید دوناتلو به خاطر بهترین کارگردانی تازه‌کار شد. فیلم بعدی او بدون پوست موفقیت تجاری و تحسین منتقدان را دربرداشت؛ که برای او روبان نقره‌ای دیوید دوناتلو و یک چاک طلایی به خاطر بهترین فیلمنامه را به ارمغان آورد. فیلم سال ۱۹۹۸ او باغ بهشت، یک داستان ساختگی دربارهٔ مسیح، وارد بخش مسابقه پنجاه و نهمین جشنواره فیلم بین‌المللی ونیز شد.

## فیلم شناسی
- ۱۹۹۱ - آمریکایی سرخ
- ۱۹۹۴ - بدون پوست
- ۱۹۹۸ - باغ بهشت
- ۲۰۰۵ - تب